# Sypnoides flandriana
Sypnoides flandriana is een vlinder uit de familie spinneruilen (Erebidae). De wetenschappelijke naam is voor het eerst geldig gepubliceerd in 1954 door Emilio Berio.
De soort komt voor in tropisch Afrika.